# Neurohormon
Neurohormoni su hormoni koje proizvode i otpuštaju neuroni.
Primeri neurohormona
- Tireotropin oslobađajući hormon (TRH)[1]
- Gonadotropin oslobađajući hormon (GnRH)[1]
- Adrenokortikotropin  oslobađajući hormon (CRH)[1]
- Oksitocin[1]
- Vazopresin (ADH)[1]
- Epinefrin[2]

U kontrastu sa drugim klasičnim hormonima, koji se otpuštaju u krvotok i distribuiraju širom tela, neurotransmiteri se mogu smatrati parakrinim hormonima, jer oni prelaze veoma kratka rastojanja do ciljnih ćelija.